# Generalstaterna
Generalstaterna (nl. Staten-Generaal) är Nederländernas lagstiftande församling. Generalstaterna är uppdelad i två kammare: Eerste Kamer och Tweede Kamer (på svenska Första kammaren och Andra kammaren). De båda kamrarna sammanträder normalt vid Binnenhof i Haag och har ett gemensamt möte varje år den tredje tisdagen i september i Ridderzaal (riddarsalen), där monarken håller sitt trontal i närvaro av utländska diplomater.

## Historik

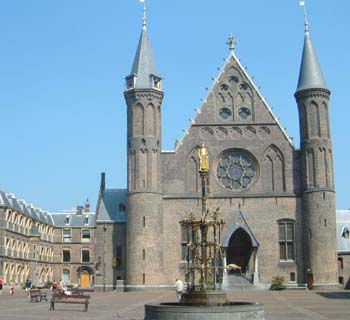
Ridderzaal vid Binnenhof i Haag där generalstaterna sammanträder.

Under 1400-talet erövrades Nederländerna samt dagens Belgien och Luxemburg av Hertigdömet Burgund. Starka konflikter mellan de burgundiska härskarna och städernas borgerskap ledde till att en representativ ståndsförsamling med begränsat inflytande inrättades 1464. Det första mötet hölls den 9 januari i stadshuset i Brygge. Församlingen fick namnet Staaten general, och sammankallades till en början av den burgundiske och sedermera den habsburgske regenten. Med tiden fick generalstaterna en mer självständig roll och började ta egna initiativ för att försvara Nederländernas ekonomiska och religiösa intressen gentemot den spanska kungamakten. Rådsmedlemmarna var valda ombud från provinsständerna.

### Självständighet
Generalstaterna spelade en viktig roll i frihetskampen, och blev styrande organ för de sju nordliga provinser som 1581 genom Akte van Verlating förklarade att de inte längre accepterade Filip II av Spanien som monark. År 1588 bildade provinserna det självständiga Nederländerna och behöll generalstaterna som suveränitetsbärare. Från 1593 hade generalstaterna sitt säte i Haag och bestod av 60 ombud. Arvståthållaren var ansvarig inför generalstaterna, samtidigt som han var dess ledare.

### Storhetstiden
Under den holländska storhetstiden på 1600-talet var de olika provinserna representerade i generalstaterna, där varje provins hade en röst, ungefär som dagens EU. Nederländerna erkändes av stormakterna som en självständig statsbildning genom fredsslutet i trettioåriga kriget 1648 i Münster. Den republikanska styrelseformen med regional representation sågs som något revolutionerande i många europeiska länder.

### Bataviska republiken
När Nederländerna ockuperades av franska trupper 1795 avskaffades generalstaterna, och ersattes med en nationalförsamling enligt franskt mönster. Den regionala representationen byttes ut mot ett system med personlig rösträtt (för dem med fast egendom), och Nederländerna blev en fransk satellitstat.

### De moderna generalstaterna
Efter Napoleons nederlag i Waterloo 1815 återupprättades Nederländerna som självständig statsbildning, denna gång som monarki med den siste ståthållarens son som regent. En församling med två kammare inrättades: senaten (Eerste Kamer), vars medlemmar utsågs av kungen, och Tweede Kamer med valda representanter från provinserna. Under 1800-talet utvecklades Nederländerna gradvis till en modern stat med författning, maktdelning, graderad rösträtt och en beskuren kungamakt. I och med 1848 års författning hade monarken fråntagits all politisk initiativrätt, som istället överförts till generalstaterna och ministrarna.
Allmän rösträtt infördes 1919, och ungefär samtidigt avskaffades det gamla personvalssystemet till förmån för proportionerliga val där de olika partierna fick representation i proportion till hur många röster de fått i allmänna val.

## Övrigt
Staten Island i New York har fått sitt namn efter generalstaterna.

## Val
- Parlamentsvalet i Nederländerna 2012